# کبوتردریایی گرمسیری
کبوتردریایی گرمسیری (نام علمی: Puffinus bailloni) نام یک گونه از سرده کبوتردریایی‌های آب‌شکاف است.